# Außenseiter (Film)
Außenseiter, (Eigenschreibweise im Filmvorspann Aussenseiter), ist ein deutscher Kriminalfilm von Peter Vogel aus dem Jahr 1985. Der in der Arbeitsgruppe Polizeiruf 110 produzierte Fernsehfilm beruht auf Motiven des Romans Getünchte Gräber von Karl Heinz Berger, der auch am Drehbuch beteiligt war.

## Handlung
An der Ostsee wird unweit eines Sanatoriums ein Toter gefunden. Zwar litt er an einem Herzaneurysma, doch wäre für einen Herzinfarkt ein Zusammenkrümmen des Betreffenden typisch und damit eine Bauchlage beim Tod. Die Leiche fand man jedoch auf dem Rücken liegend.
Einige Tage zuvor: Schauspieler Paul Schulte betrügt seine Frau mit einer jüngeren. Auch seine Frau Barbara trifft sich mit anderen Männern, darunter dem Kriminellen Klaus Grunow. Die ehemalige Tänzerin will mit Grunow in einem Münster eine wertvolle Heiligenfigur stehlen. Tatsächlich ahnt die Polizei, dass ein solcher Diebstahl in einer der Kirchen am Meer geplant ist. Weil sich der von ihnen beschattete Grunow in einen Kurort an die Ostsee begibt, tippen die Ermittler auf eine dortige Kirche, in der die Stücke gänzlich ungesichert stehen. Barbara kann unverdächtig ebenfalls in den Kurort reisen, soll ihr herzkranker Mann doch mal wieder im dortigen Sanatorium behandelt werden. Barbara trifft im Sanatorium auf Fritz Krüger, ihren ehemaligen Mann, der dort ebenfalls zur Behandlung ist. Arglos stimmt sie zu, sich am Abend mit Paul und Fritz zu treffen. Paul jedoch reagiert eifersüchtig. Durch die Aufregung verschlimmert sich sein Zustand und ein Herzinfarkt droht. Er wird daher an einen Tropf angeschlossen und darf das Bett nicht verlassen. Fritz bietet an, Barbara anzurufen und das Treffen abzusagen, doch fordert ihn Paul auf, die Absage Barbara persönlich zu überbringen.
Barbara hat sich unterdessen mit Klaus Grunow getroffen, mit dem sie den Kunstraub durchführen soll. Bei einem Gottesdienst manipuliert sie ein Schloss. Nachdem sie sich am Abend allein mit Fritz getroffen hat und ihn sogar im Wagen küsste, begibt sie sich zur Kirche, in die sie einbricht. Als sie die Heiligenfigur an sich nehmen will, geht ein Kontaktalarm los, hat die Polizei die Figur doch längst geschützt. Der Organist erscheint, mit dem sie beim Gottesdienst noch geflirtet hat, und deckt sie vor den erscheinenden Polizisten: Er sei an den Figurensockel gestoßen, sodass der Alarm losgegangen sei. Heimlich verspricht er, Barbara beim Raub zu helfen.
Am nächsten Tag stellt Paul Barbara zur Rede, haben doch Kurgäste sie und Fritz küssend im Auto gesehen. Sie beruhigt ihn, doch er glaubt ihr nicht. Zudem ahnt er, dass sie mit Klaus Grunow mal wieder kriminelle Handlungen begeht. Er hat ihr Verhalten in der Vergangenheit akzeptiert und gut von ihren Verbrechen gelebt. Angesichts seines Gesundheitszustandes will er jedoch mit ihr ein neues Leben beginnen, doch ist Barbara dazu nicht bereit. Heimlich flieht er aus dem Sanatorium und heftet sich an ihre Fersen. Sie geht in ein Konzert. Er bricht währenddessen in das Münster ein und schneidet ein Gemälde aus seinem Rahmen. Er sieht Barbara später aus dem Konzerthaus kommen und hält kurz darauf Fritz auf, der ihr folgen will. Gemeinsam gehen sie auf eine Feier, wo sich Paul betrinkt. Barbara hat sich unterdessen zur Kirche begeben, wo sie den Organisten trifft. Als sie ihn bittet, sie zur Figur zu führen, meint er, dass sie doch schon das Bild gestohlen habe. Barbara ist verdutzt, schaut sich den leeren Rahmen an und geht, gruselt es ihr in der Kirche doch auf einmal.
Die Ermittler, darunter Leutnant Lenz, sind ratlos, warum ein Dieb ein verhältnismäßig wertloses Gemälde stehlen würde. Barbara hat sich unterdessen mit Klaus Grunow getroffen und beide beratschlagen, wie sie an die Figur kommen können. Schaffen sie den Diebstahl nicht, ist Grunow pleite. Plötzlich erscheint Paul mit dem gestohlenen Gemälde, das er beiden vor die Füße wirft. Er kündigt an, sie bei der Polizei anzuzeigen. Beide folgen ihm in den Park, Klaus treibt ihn in die Enge und stößt ihn von sich. Die Aufregung hat für einen erneuten Infarkt gereicht und Paul stirbt im Park, während Klaus und Barbara, dies nicht bemerkend, weitergehen. Am nächsten Tag wird die Leiche gefunden und Barbara muss ihren Mann identifizieren. Beim Verhör gibt sie schließlich zu, dass Klaus mit dem Tod Pauls zu tun hatte. In dessen Zimmer wird das gestohlene Gemälde gefunden. Als die Ermittler Klaus verhaften wollen, springt er aus dem Fenster und flieht. Mit dem Auto stürzt er am Ende ins Wasser, kann jedoch aus dem Wagen steigen und kommt langsam ans Ufer, wo die Ermittler bereits auf ihn warten.

## Produktion

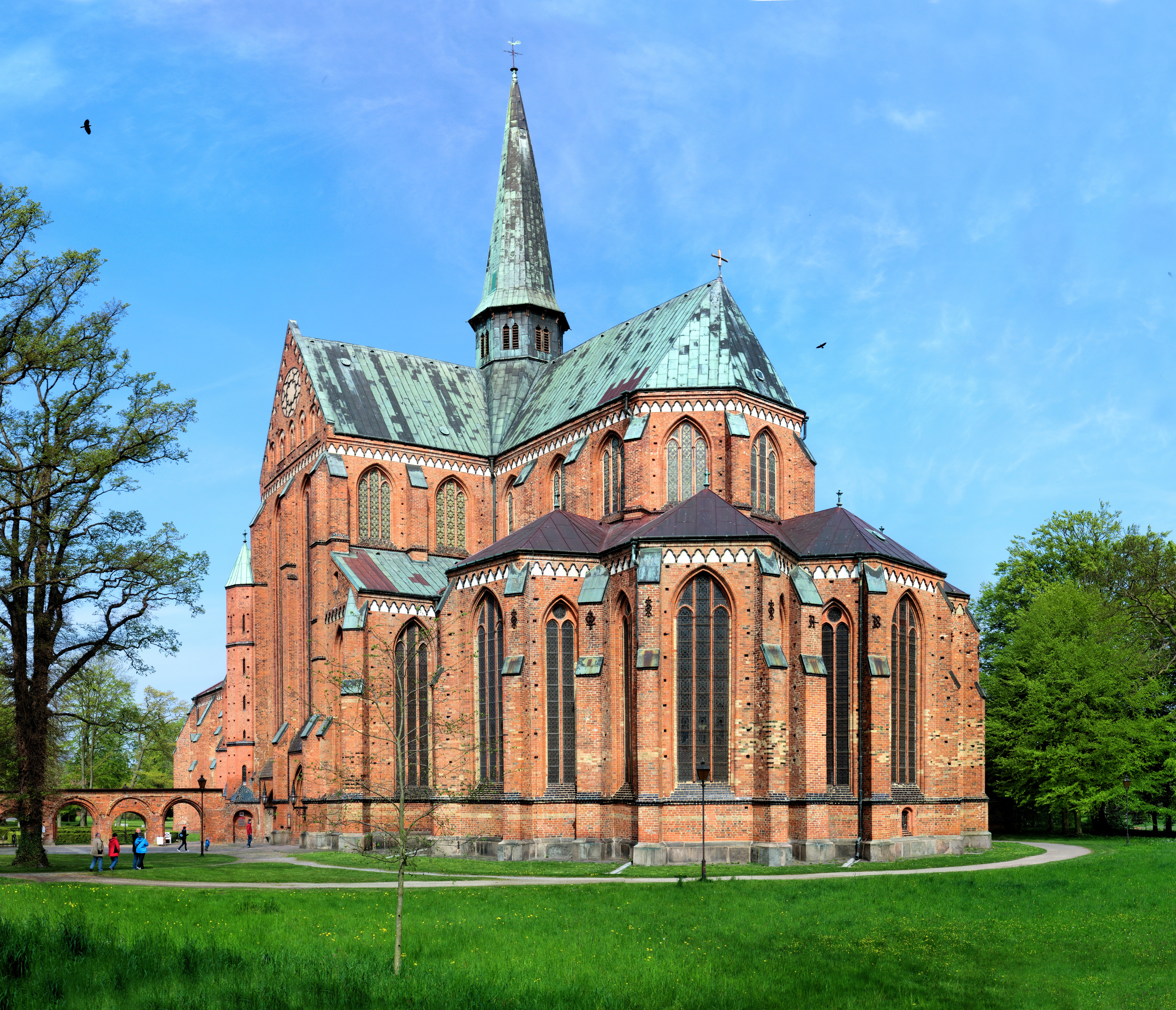
Das Doberaner Münster, ein Drehort des Films

Außenseiter wurde von Oktober bis November 1984 in Berlin, Heiligendamm und Umgebung sowie Bad Doberan gedreht. Zu den Schauplätzen zählte das damalige Sanatorium für Werktätige Heiligendamm; die Kirche im Film ist das Doberaner Münster. Die Innenaufnahmen der Konzertszene wurden im Theater Putbus auf Rügen gedreht, der Autostunt mit Flug ins Meer am Schluss in Mariendorf/Alt Reddevitz, ebenfalls auf Rügen. Die Kostüme schuf Jutta Burkhardt, die Filmbauten stammen von Christa Köppen. Jürgen Zartmann, der in Polizeiruf-Folgen bisher als Ermittler Manfred Bergmann aufgetreten war, ist hier in seiner einzigen Rolle als Leutnant Lenz zu sehen. Der Film erlebte am 27. Januar 1985 im 1. Programm des Fernsehens der DDR seine Premiere.
Ursprünglich wurde der Film als Folge der Fernsehreihe Polizeiruf 110 produziert, jedoch außerhalb der Reihe gesendet. Er gehört damit, wie auch die Filme
- Gelb ist nicht nur die Farbe der Sonne (1979)
- Herbstzeit (1979)
- Die lieben Luder (1983)
- Klassenkameraden (1984)
- Kalter Engel (1986)
- Im Alter von … (1974)
- Rosis Mann (1984)

zu den produzierten Polizeiruf-Folgen, die aus unterschiedlichen Gründen nicht in die Polizeiruf-Reihe aufgenommen wurden oder keine Sendefreigabe erhielten.